# Souss-Massa-Drâa
Souss-Massa-Drâa er en region i det centrale Marokko, med et indbyggertal på 3.113.653 mennesker (2. september 2004) på et areal af 73 207 km² . Regionens administrative hovedby er Agadir.

## Administrativ inddeling
Regionen er inddelt i to præfekturer og fem provinser:
Præfekturer
- Agadir-Ida ou Tanane, Inezgane-Aït Melloul

Provinser
- Chtouka-Aït Baha, Ouarzazate, Taroudannt, Tiznit, Zagora

## Større byer
Indbyggertal i følge folketællingen 2. september 2004.
- Agadir (346.106)
- Aït Melloul (130.370)
- Inezgane (112.753)
- Dcheïra El Jihadia (89.367)
- Taroudannt (69.489)
- Oulad Teïma (66.183)
- Ouarzazate (56.616)
- Tiznit (53.682)

## Andre vigtige byer
- Biougra
- Zagora